# Daliji
Daliji (kinesiska: 大李集) är en köping i östra Kina. Den ligger i Lixin härad i staden Bozhou i provinsen Anhui,  omkring 170 kilometer nordväst om provinshuvudstaden Hefei. Antalet invånare är 37212. Befolkningen består av 18 053 kvinnor och 19 159 män. Barn under 15 år utgör 26,0 %, vuxna 15-64 år 61 %, och äldre över 65 år 12,0 %.